# Saint-Germain-le-Gaillard (Manche)
Saint-Germain-le-Gaillard is een gemeente in het Franse departement Manche (regio Normandië) en telt 624 inwoners (1999). De plaats maakt deel uit van het arrondissement Cherbourg-Octeville.

## Geografie
De oppervlakte van Saint-Germain-le-Gaillard bedraagt 13,9 km², de bevolkingsdichtheid is 44,9 inwoners per km².
De onderstaande kaart toont de ligging van Saint-Germain-le-Gaillard (Manche) met de belangrijkste infrastructuur en aangrenzende gemeenten.

## Demografie
Onderstaande figuur toont het verloop van het inwonertal (bron: INSEE-tellingen).

1. ↑  Populations de référence 2022.